# Napoléon derrotado
Napoléon derrotado, también conocida como Lós últimos momentos de Napoleón, es una escultura en bronce de Vincenzo Vela fundida en 1867. Representa los últimos días de Napoleón Bonaparte durante su exilio en la Isla de Santa Helena, hasta el día de su muerte el 5 de mayo de 1821.
Aunque la obra la podemos encontrar tanto en mármol como en bronce, esta escultura ganó un premio en la Exposición Universal de París de 1867 e integró tempranamente la colección del Museo Metropolitano de Nueva York, que apenas llevaba 5 años abierto al público. 

## Descripción
Con un rostro serio y fuerte, el emperador descansa sobre una silla y cubierto por una manta al tiempo que con estoicismo resiste el dolor ocasionado por el cáncer de estómago y lo inclementes dolores gástricos que lo acompañaron desde muy temprana edad. Una mano lánguida sostiene el mapa de Europa que se desdibuja a la para de la memoria triunfalista de Napoleón y de su otrora célebres victorias.
Desde su prisión en Logwood House, en la isla de Santa Elena, escribió: Sólo el infortunio le faltaba a mi renombre. He llevado la corona imperial de Francia, la corona de hierro de Italia; y ahora Inglaterra me ha dado otra más grande aún y más gloriosa -la que fue llevada por el Salvador del Mundo-, una corona de espinas. 

## Contexto
A partir de 1851 el autor fue obligado a dejar Milán por su participación en la Unificación de Italia, por lo que se estableció en Turín. Ahí en 1856 se integró a la Academia Albertina, en donde creció su fama al participar en concursos nacionales e internacionales. Después de ganar el premio en 1867, se retiró en su villa en Ligornetto.

## Características
Sus dimensiones son 56.5 x 40 x 52.6 cm. La pieza presenta 3 firmas: V. VELA. F en la parte superior de la base, a la izquierda; F. BARBEDIENNE. Fondeur (fundidor) en la cara; A COLLAS, en la cara posterior de la base, a la izquierda. También cuenta con el sello REDUCTION MECANIQUE/ BREVETE (reducción mecánica, patentado). Fue adquirida por Napoleón III; depositado en los fondos del Museo de Orsay, París, Francia; posteriormente fue reubicada al Castillo de Malmaison, Isla de Francia, Francia. Fue vendida por la casa de subastas Sotheby's en Londres, Reino Unido en 2007. Está expuesta en el Museo Soumaya de la Ciudad de México en la sala Julián y Linda Slim.